# Tanjong Krueng Pase
Tanjong Krueng Pase is een bestuurslaag in het regentschap Aceh Utara van de provincie Atjeh, Indonesië. Tanjong Krueng Pase telt 220 inwoners (volkstelling 2010).